# مكربن

رسم توضيحي لمقطع عرضي لمازج.

المُكَربِن أو المُفَحِّم أو المُغذّي أو المازج (بالإنجليزية: Carburetor)‏، أو كما يُسمى شيوعًا الكاربراتير، هو جهاز لمزج الهواء مع الوقود قبل ضخ المزيج لمحرك الاحتراق الداخلي، يقوم مبدأ عمله على ترذيذ جزيئات الوقود وذلك من خلال منافث وعندها يتم خلطه مع الهواء من المحيط الخارجي. الهواء قد يكون مدفأ مسبقًا أو باردًا من الجو مباشرة.

## التاريخ
اخترعه الألماني فيلهلم مايباخ سنة 1893م.

## استعمالاته
1. أولا التحكم بنسبة الوقود إلى الهواء
2. تحسين كفاءة الاحتراق عن طريق زيادة سطح المادة المعرض للاحتراق.
3. تحويل الوقود من الحالة السائلة إلى الحالة المعلقة (جزيئات سائلة صغيرة تتطاير مع تيار الهواء).
4. يقدم طريقة للتحكم في قدرة المحرك من خلال السيطرة على كمية تدفق الوقود والهواء.

في المحركات الحديثة، يستخدم جهاز بخاخ الوقود كبديل للمازج.

## آلية عمله
يعمل المازج على خلط الوقود (البنزين) بالهواء بنسبة منتظمة داخل المحرك، ويقوم بقياس وتحديد وتوزيع وانتشار الوقود على شكل قطرات رذاذ دقيقة الحجم.
ويتكون المازج من غرفة للوقود وعوامة ذات صمام إبري (إبرة العوامة) وأنبوب وصمام اختناق وفوهة رئيسية وبيك رئيسي.
يسمح الأنبوب لدخول تيار الهواء والمرور خلال مجمع السحب إلى الاسطوانات حيث يمتزج الوقود بتيار الهواء أثناء مروره بالأنبوب .. تحدث الكباسات أثناء حركتها إلى أسفل في أشواط السحب، خلخلة في غرف الاحتراق وبما أن صمامات السحب تكون مفتوحة أثناء أشواط السحب فإنه يحدث تخلخل، أيضًا في مجمع السحب وبما أن الضغط عند مدخل المغذي هو ضغط جوي فإن اختلاف الضغط يدفع الهواء خلال الأنبوب ليشغل الفراغ الحادث، وبناء على ذلك يوجد تيار هواء مستمر أثناء تشغيل المحرك.
تتصل غرفة الوقود عن طريق مجارى داخل المغذى بالفوهة الموجودة باختناق أنبوبة الفنتورى .. تتحكم العوامة والصمام الابرى في مستوى وقود البنزين في غرفة العوامة. تتحرك العوامة إلى أسفل وأعلى عن طريق الرافعة المفصلية. فعند استعمال الوقود تنخفض العوامة فيسمح الصمام الإبري بمرور الوقود من الرداخ إلى الغرفة، وعند ارتفاع سطح الوقود إلى حد معين تغلق العوامة الصمام الإبري وتمنع مرور الوقود.
توجد فتحة تهوية في سطح الغرفة تمنع تغير الضغط الجوي الداخلي أثناء تغير مستوى الوقود.
عند فتح صمام الاختناق (بوابة المازج) ومرور تيار الهواء في اختناق أنبوب الفنتوري تزداد سرعته وبناء عليه ينخفض الأنبوب، فان الضغط الجوى في غرفة العوامة يدفع الوقود خلال الفوهة الرئيسية إلى تيار الهواء المار بمنطقة الضغط المنخفض على شكل قطرات رذاذ صغيرة الحجم .. يعمل انخفاض الضغط على تبخر الوقود. ويشتمل المغذى على عدة منفثات ومضخة بعجل ليناسب السرعات والفتحات المختلفة لصمام الاختناق.